# Henri-Aimé Boutignon
Henri-Aimé Boutignon, francoski general, * 1881, † 1959.